# Емілія Здунек
Емілія Здунек (пол. Emilia Zdunek; нар. 12 вересня 1992, Щецин, Польща) — польська футболістка, атакувальна та центральна півзахисниця ГКС (Катовіце) та національної збірної Польщі, у національній команді також виступала на позиції нападника. Сестра Бартломея Здунека, гравця клубу другої ліги «Бленкінті» (Старгард), а також тренера першої команди жіночої футбольної секції вище вказаного клубу.

## Клубна кар'єра

### «Вікторія» (Сянув)
Свою футбольну кар'єру розпочала у 10-річному віці в команді «УКС Вікторія СП 2» (Сянув), в складі якої також дебютувала у дорослому футболі. У своєму першому професіональному сезоні, виступаючи в Першій лізі, відзначилася одним голом. Після завершення сезону 2007/08 років, в якому вона виграла Кубок Польщі на провінціональному рівні (Західно-Поморська група), а в віці 16 років перейшла до першолігової в «Погоні» (Щецин).

### «Погонь» (Щецин)
У своєму дебютному матчі проти щецінської «Олімпії» відзначилася 4-ма голами за свою нову команду, загалом у гравців Щецина на полях першої ліги провела 15 матчів. У сезоні 2008/09 років стала срібним призером західної групи Першої ліги та вийшла до першого в історії «Погоні» фіналу Кубка Польщі, в якому шецинський клуб поступився АЗСу (Вроцлав) з рахунком 0:3. У вище вказаному сезоні провела 14 матчів у чемпіонаті. У сезоні 2009/10 року допомогла «Погоні» вперше в історії клубу вийти до Екстраліги та знову вийти у фінал Кубка Польщі, де «Погонь» поступився «Унії» (Ратибор) з рахунком 1:7. Дебютний сезон у вищій лізі став для Емілії не таким вдалим за результативністю, як два попередні, відзначилася лише одним голом у матчі проти «Медика» (Конін), але в цьому ж матчі отримала розрив хрестоподібних зв’язок. Тим не менш, команда зуміла завершити сезон на 4-му місці в чемпіонаті та втретє вийшла у фінал Кубку Польщі, в якому щецинці знову поступилися «Унії» (Ратибор), цього разу з рахунком 0:2.
Наприкінці сезону 2011/12 років «Погонь» знову посів 4 місце в чемпіонаті, а Емілія зуміла відзначитися в ньому 7-ма голами. Проте покращити чи навіть повторити результат, досягнутий клубом у Кубку Польщі за останні три сезони, не вдалося. «Погонь» (Щецин) вибув у 1/8 фіналу, перша команда поступилася (0:4) у матчі першої команди проти «ККП II» (Бидгощ), а резервна команда клубу після виїзної поразки (0:2) у матчі проти «Медика» (Конін). Сезон 2012/13 років виявився вкрай невдалим не лише для гравця, а й для клубу. Емілія, граючи проти «Гурник» (Ленчна) в товариському матчі перед початком сезону, знову розірвала зв'язки, яка виключила її з гри на весь сезон, а клуб після осіннього раунду розформували через фінансові проблеми.

### «Унія» (Ратибор)
З початком сезону 2013/14 року Емілія Здунек приєдналася до «Унії» (Ратибор). З чемпіонками Польщі брала участь у кваліфікації Ліги чемпіонів сезону 2013/14 років, в якому зіграла один матч проти словенського ЖНК «Помур'є». Унітки вибули з турніру на етапі 1/16 фіналу, після нічиєї проти Конак Беледієспору, програли з рахунком 1:2 на виїзді та зіграли в нульову нічию вдома. Здунек грала в обох вище вказаних матчах. В Екстралізі за ратиборчанки провела 9 матчів та відзначилася 8-ма голами, а в рамках Кубку Польщі провела одну гру проти «Рольникові» (Бедричівці). На жаль, «Унію», як і «Погонь», розформували по ходу сезону через фінансові проблеми, і гравчиня знову була змушена шукати новий клуб.

### АЗС АВФ (Катовіце)
Емілія завершила сезон 2013/14 років у футболці Першої ліги АЗС АВФ (Катовіце), за який вона забила 13 м'ячів у 7-ми поєдинках, що допомогло гравцям Катовиць повернутися до Екстраліги після двох років відсутності. Після шестимісячної авантюри з цією командою Здунек вирішила переїхати в «Заглембє» (Люблін).

### «Заглембє» (Люблін)
У своєму першому сезоні Емілія стала віце-чемпіон Польщі у футболці нового клубу. За підсумками сезону «Заглембе» набрало таку ж кількість очок, що й «Медик» (Конін), але через негативну різницю забитих та пропущених м'ячів посів 2-ге місце в чемпіонаті. У вище вказаному сезоні відзначилася 7-ма голами, завдяки чому стала третьої найкращою бомбардиркою своєї команди. Після завершення сезону багато гравчинь покинули клуб, але «Заглембє» вирішив не запрошувати на їх місце новачків, в результаті чого команда скоротилася до 12 гравців, що перешкодило будь-якій боротьбі за чемпіонство в сезоні 2015/16 років. «Заглембє» (Люблін) знявся з турніру після завершення 25-го туру, за два тури до завершення сезону в Екстраліги. Незважаючи на складну ситуацію, «Заглембє» посів 6-те місце в таблиці. Емілія Здунек відзначилася 9-ма голами, ставши таким чином найкращим бомбардиром своєї команди, але в четвертий раз у своїй кар'єрі вона не змогла завершити сезон.

### «Гурник» (Ленчна)
Після відходу з Любліна всерйоз почала думати про завершення футбольної кар'єри, але тренеру Мазуркевичу вдалося переконати її підписати контракт з «Гурником» (Ленчна). Перший сезон у новому клубі завершився для неї набагато краще, ніж попередній, разом із «Гурником» вдруге в кар'єрі стала віце-чемпіонкою Польщі, зіграла в Екстралізі 26 із 27 матчів, в яких загалом забила 14 м'ячів, а також вийшла в фінал кубку Польщі. У вище вказаному розіграші Кубку Емілія зіграла 2 матчі та відзначилася 2-ма голами, у півфіналі перемігши «Мітех» (Живець) з рахунком 2:1 та в фіналі, в якому «Гурник» (Ленчна) програла «Медику» (Конін) з рахунком 1:2, однак сама Емілія визнана найкращою гравчинею матчу.
Незважаючи на початкові проблеми зі здоров’ям, сезон 2017/18 років виявився найкращим у кар’єрі Емілії. Здунек отримала травму ахіллового сухожилля безпосередньо перед від'їздом у тренувальний табір, і, незважаючи на те, що поїхала з командою до Литви, але після кількох днів перебування їй врешті довелося повернутися до Польщі. Все це означало, що перші матчі її виконанні виглядали не дуже переконливо. Щоправда, в матчі 2-го туру вона вийшла на поле на останні 19 хвилин, але майже всю осінню частину чемпіонату мала проблеми з ігровою формою. Їй вдалося вразити ворота команди-суперниці лише в 7-му турі, в якому «Гурник» грав на виїзді з «Уніфризом» (Гужно), в якому Емілія забила 2 м’ячі, а гужненський клуб програв з рахунком 1:10. Найкращу форму вона почала демонструвати лише наприкінці жовтня, який виявився переломним у контексті боротьби за чемпіонство Польщі. У 1-му турі «Гурник» зіграв унічию (1:1) проти УКС СМС (Лодзь), а в жовтні, у 10-му матчі проти АЗС ПВСЗ (Вальбжих) програли 0:1 на своєму стадіоні. Враховуючи те, що тодішній головний фаворит на титул «Медик» (Конін) вигравав усі свої зустрічі та той факт, що в останні роки саме 1-2 невдалі матчі визначали чемпіонство Польщі, титул для «Гурника» постав під великим знаком питання. У 11-му турі ленчани вирушили до Коніна з переконанням, що поразка може позбавити будь-яких шансів на перемогу в цьому сезоні. Матч, незважаючи на гарну гру «гурнянок» та слабкість з Коніна, вийшов дуже спотвореним. На 20-й хвилині Евеліна Камчик відзначилася голом (0:1), але на 39-й хвилині, після пенальті за фолу на Ліліані Костовій, Патриція Бальцержак зуміла зрівняти рахунок (1:1). Другий тайм швидко погіршив для «Гурника» (Ленчна). На 60-й хвилині після фолу у штрафному на Нікола Калетки призначили пенальті вже на в ворота іншої команди, яку Бальцержак знову реалізувала, а через 4 хвилини Анна Гавронська вразила ворота ленчнанської команди. За 11 хвилин до фінального свистка «Гурник» все ще програвав з рахунком 1:3, і лише завдяки великій цілеспрямованості всієї команди та чудовій позиції Евеліни Камчик «Гурнику» вдалося перевернути гру на свою користь. За такий короткий час Камчик зуміла ще тричі вразити сітку на 79-й та 90-й хвилинах (після призначення пенальті за фол на Домініці Грабовській) та в додатковий час. Таким чином, підсумковий результат 3:4 продовжив надії «Гурника» на чемпіонський титул.
Емілія завершила осінню частину сезону з 6-ма голами в Екстралізі (у матчах 12 і 13-го туру вона знову відзначилася двома дублями) й 1 голом у Кубку Польщі (забита в матчі 1/8 фіналі, коли «Гурник» протистояв «Геліосу» (Білостоку) на виїзді).
Навесні продемонструвала набагато кращу форму. Вона частіше влучала у сітку та віддавала результативні передачі, а в матчі 20-ти турів проти «Спортивної четвірки» (Радом) навіть відзначила своїм першим хет-триком у футболці «Гурника». Навесні відзначилася 10-ма голами в чемпіонаті та 1 в 1/2 фіналу Кубку Польщі (в переможному (6:0) матчі проти АЗС ПВСЗ (Вальбжих)). Зрештою, у сезоні 2017/18 років зіграла в 25 із 27 матчів ліги та в 4 матчах Кубка Польщі та з 16-ма голами в Екстралізі (посіла 3-тє місце в загальному рейтингу бомбардирів), а також 2-ма голами в кубку Польщі, завдяки чому допомогла «Гурнику» (Ленчна) здобути свій та командний перший титул чемпіона Польщі (за три тури до кінця турніру, коли «Гурник» вдома у 24-му турі переміг АСЗ ПВСЗ (Вальбжих) з рахунком 2:1) і Кубок Польщі, де у фіналі ленчанки перемогли (3:1) «Чарні» (Сосновець).
Сезон 2018/19 років для Емілії та всієї команди став дуже бурхливим. Тренувальний збір у Литві знову розпочався з травми, цього разу біцепса. Відбіркові матчі до Ліги чемпіонів завершилися фіаско. У перших двох матчах «Гурник» обіграв грузинський «Мартве» 12:0 і бельгійський «Андерлехт» з рахунком 1:0, але останню гру програв «Глазго Сіті», й, незважаючи на те, що у нього був найкращий баланс голів серед усіх команд у кваліфікаційній групі, фінішував 3-м у міні-таблиці, завдяки перемозі «Андерлехта» над «Глазго» з рахунком 2:1. «Глазго» виграв відбірковий турнір, а Андерлехт випередив «Гурника». Емілія виступала у всіх трьох матчах і відзначилася 3-ма голами у воротах «Мартве».
Восени Емілія та «Гурник» набрали хорошу форму. У 11 матчах вище вказаної частини чемпіонату забила 7 м'ячів, а в трьох листопадових матчах поспіль, зіграних за весняну частину, додала ще 2. Гурничанки перемогли в 13 з 14 матчів, зігравши внічию лише в останньому матчі, вдома проти Олімпії (Щецин), 2:2. У Кубку Польщі 28 листопада «Гурник» переміг на виїзді в 1/8 фіналу «Сокола» (Колбушова Долна), 9:0.
Найбільші проблеми в команди виникли навесні. Тренер Мазуркевич керував «Гурником» у перших 4 матчах після поновлення сезону (3 матчі чемпіонату та 1 матч у Кубку), виграли три з них та одну внічию, а потім у березні пішов з посади тренера з особистих причин. Його місце зайняв помічник та другий тренер Шимон Ґєроба, який очолював «Гурник» загалом у 7 матчах. У перших двох матчах, на виїзді з «Медиком» (Конін) та вдома з «Полонією» (Познань) вдалося виграти, потім команда зафіксувала значне погіршення форми, ще 2 гри зіграла внічию, а останні 3 програла. Однією з поразок став виїзний матч з «Медиком» (Конін) у Кубку Польщі (1:2), який завершив кампанію Гурника у вище вказаному турнірі на півфінальній фазі. Окрім цього, восени «Гурник» постраждав від епідемії травм, одночасно майже 1/3 гравців опинилися поза грою, у тому числі Емілія, яка отримала травму у квітневому виїзному матчі проти Медика Коніна й у цьому ж матчі вона забила 2 м'ячі, а на 77-й хвилині її замінила Евеліна Камчик, яка також декілька місяців мала певні проблеми зі здоров'ям. Відновився лише напередодні домашнього матчу проти АЗС ПВСЗ (Вальбжих), в якій на 55-й хвилині замінила Аліція Матерек. Незадовільні результати команди привели до того, що в середині травня тренера Героба звільнили з посади, а його місце знову зайняв Пйотр Мазуркевич.
З поверненням Мазуркевича не тільки почали покращуватися результати, а й деякі гравці подолали власні проблемами зі здоров’ям. Команда з Ленчни перемогла з АЗС ПВСЗ (Вальбжих) (3:2), зіграла внічию з УКС СМС (Лодзь) (2:2) та перемогла «Чарні» (Сосновець) (4:1). Гурнічанки лідирували в таблиці протягом більшої частини сезону, але соєю грою під керівництвом тренера Ґєроби змарнували раніше зароблену перевагу, яка після нульової нічиї в квітні (але запланованого на березень) матчу з ГКС Катовіце склала 8 очок і призвела до те, що перед останнім туром сезону «Гурник» посів 2-е місце з 2-очковим відставанням від тодішньому лідера «Медика» (Конін).
Зрештою, «Гурник» (Ленчна) захистив чемпіонський титул, перемігши вдома «Медик» (Конін) з рахунком 2:0 завдяки голам Евеліни Камчик.
Емілія в сезоні 2018/19 років провела 22 матчі чемпіонаті, забила 15 м'ячів, ще 2 матчі провела в Кубку Польщі, де відзначилася голом з пенальті на 85-й хвилині матчу проти АЗС УЙ (Краків).
Із завершенням чемпіонату закінчився й її контракт з «Гурником», хоча спочатку вона погодилася продовжити його в червні, але переговори про деталі подальшої співпраці вирішили відкласти до липня, коли гравці повернулися з відпустки. Зрештою, Емілія вирішила змінити клуб через пропозицію від Іспанії, отриману у вище вказаний період.

### «Севілья»
Емілія приїхала в Іспанію з травмою диска, яку вона отримала під час індивідуального тренування приблизно за 10 днів до вильоту, що змусило її навіть відвідати ВЕД й поставило під сумнів сам перехід, однак травма була настільки незначною, що після проходження медичних оглядів у клубу, Севілья вирішила укласти з нею 1-річний контракт. Здунек стала другою полячкою після Олександри Заремби в Прімера Дивізіоні, а також першим представником Польщі і першою польською гравчинею, яка приєднався до будь-якого іспанського клубу з вищого дивізіону (Заремба покинула Польщу в молодому віці і ніколи не грав в Прімера Дивізіоні).
Дебютувала за новий клуб 15 вересня 2019 року у виїзному матчі 2-го туру Прімера Дивізіону проти чинного чемпіона Іспанії, «Атлетіко Мадрид», в якому вийшла на поле на 57-й хвилині при рахунку 2:0 на користь «Атлетіко» («Севілья» зрештою програла з рахунком 0:3, завершивши матч в меншості, як Альдана Кометті отримала червону картку на 75-й хвилині). Однак перший повноцінний матч вона зіграла 20 жовтня, у 6-му турі, проти «Еспаньйола», в якому навіть забила свій перший гол на іспанських полях, збільшивши результат до 3:0 у 64-й хвилині (у підсумку «Севілья» перемогла, 4:0).
Тим не менш, важко сказати, що Емілія швидко здобула стабільну позицію в клубі, або оцінити свій перший сезон в Іспанії інакше, ніж гірко-солодкий. Стрибок рівня порівняно з Екстралігою та нездатність нормально працювати під час підготовчого періоду на тривалий час вплинули на її форму. Хоча вона порівняно швидко зіграла декілька повних матчів, але більшу частину сезону їй давали від 30 до 75 хвилин за поєдинок, і навряд чи вона могла б зіграти проти найсльніших команд. Окрім цього, протягом сезону вона завдавала набагато менше, ніж зазвичай, ударів і майже не асистувала. Проте було помітне покращення в інших аспектах її гри, таких як витривалість, сила, техніка або гра в обороні, що знову ж таки вплинуло на кращу диспозицію під час матчів національної збірної і, безумовно, допомогло тренеру «Севільї» здобути довіру до неї, тому зрештою вона отримала шанс показати свою майстерність у 17 з 21 зіграних матчів чемпіонату та в 1 із 2 кубкових поєдинків; з яких вона зіграла 7 повністю (6 — у лізі) поспіль: у 6, 7, 10, 11, 12 і 13-му турах (покинула поле на 91-й хвилині) і 1 у Кубку Іспанії проти «Леванте»; проте результативність продемонструвала скромну 2 голів у Прімера Дивізіоні та 1 у Кубку Іспанії. Неможливо судити, як би насправді завершився для неї сезон 2019/20 років, якби його не перервали в 22 турі через пандемію COVID-19 у світі (у 9 турі був страйк і всі матчі були перенесені), але «Севілья» посіла 11-е місце в турнірній таблиці, а запланований півфінальний матч проти «Барселони» в рамках Кубка Іспанії був перенесений на наступний сезон, й Емілія своїм ставленням спонукала владу клубу продовжити співпрацю з нею ще рік.
Зрештою, перед початком сезону 2020/21 років вирішила розірвати контракт із «Севільєю» за взаємною згодою, про що було оголошено 19 серпня 2020 року. Причиною припинення співпраці стала епідеміологічна ситуація в Іспанії та побоювання неможливості відновити вистуи, які планували розпочати 5 вересня, однак керівництво Іспанської федерації вирішила, що цього не відбудеться, водночас воно не повідомило нову дату. Тому для Емілії, яка не грала жодного матчу протягом 5 місяців і половину цього часу провела в ізоляції, в контексті майбутніх матчів національної збірної найкращим рішенням було повернення до Польщі, де поєдинки відновили як і планувалося.

### Повернення в «Гурник» (Ленчна)
Після розірвання контракту з андалусійским клубом не довго чекала, щоб знайти нового роботодавця й через два дні оголосила, що підписала річний контракт зі своєю колишньою командою, «Гурник» (Ленчна). Через проблеми із схваленням трансферу Іспанською футбольною асоціацією вдруге дебютувала за «Горнік» лише в 5-му турі Екстраліги, у переможному (4:0) виїзному матчі проти АПЛГ (Гданськ).

## Кар'єра в збірній
Дебютувала в юнацькій збірній у програному (2:3) матчі відбіркового турніру до чемпіонату Європи (WU-17) проти Македонії. У січні 2009 року отримала свій перший виклик до молодіжної збірної Польщі (WU-19). З командою WU-19 брала участь у відбіркових раундах молодіжного чемпіонату Європи (WU-19). Отримували виклик від Романа Ящака до національної збірної, а потім від Войцеха Басюка, зрештою, обидва тренери так і не випустила Емілію й офіційно не дебютувала в головній збірній. Новий тренер Мілош Степінський викликав Емілію до відбіркової групи у вересні 2016 року. Вдалі виступи призвели до чергового призначення, цього разу на матч з Білоруссю. Вище вказаний матч відбувся 26 листопада 2016 року на стадіоні «Гурник» (Ленчна), й Емілія вийшла в основному складі, відіграла 58 хвилин на незвичній для себе позиції опорного півзахисника, яка була спричинена травмами інших гравців. Таким чином, майже через 5 років після першого виклику їй вдалося офіційно дебютувати в національній збірній Польщі. У лютому 2017 року отримала виклик на жіночий кубок Gold City, який проходив з 1 по 7 березня в Туреччині. Збірна Польщі виграла турнір, обігравши Косово (5:0), зіграли в нічию з Румунією (2:2) і перемогли Туреччину (2:1). На вище вказаному турнірі Емілія зіграла перший тайм у матчі проти Косова та 75 хвилин у поєдинку проти Туреччини.
Рік по тому, під час другого турніру, цього разу під назвою Жіночий кубок Туреччини, разом зі збірної Польщі посіла 4 місце. Емілія виходила на поле в 3 з 4 зіграних матчів. У двох перемогах з рахунком 2:0 над Йорданією та Латвією, а в матчі за 3-тє місце програли в серії післяматчевих пенальті проти України (гра завершилася нульовою нічиєю в основний час). Емілія була єдиною польською гравчинею, яка реалізувала свою спробу.
Вдала грав в товариських матчів зробило її однією із основних гравчинь збірної Польщі у кваліфікаційних матчах чемпіонату світу 2019 року.
З 27 лютого по 6 березня 2019 року разом із національною командою взяла участь у престижному товариському турнірі в Португалії Кубок Алгарве. Польки взяли участь у змаганнях як команда з найнижчим рейтингом за версією ФІФА, але завдяки гарній грі їм в підсумку вдалося здобути срібло. Після перемог у груповому раунді над Іспанією (3:0) і чинним чемпіоном Європи Нідерландами (1:0), збірна Польщі поступилася лише у фінальному матчі проти Норвегії (0:3).
З 12 листопада 2019 року по 23 лютого 2021 року грала у відбіркових матчах чемпіонату Європи, які спочатку мали відбутися з 7 липня по 1 серпня 2021 року, але через пандемію коронавірусної хвороби їх перенесли на липень 2022 року. Після багатьох негараздів, викликаних травмами та захворюванням на COVID-19, польки зрештою зайняли 3-е місце в групі, зберігаючи шанс вийти в плей-оф до останньої поразки з Іспанією 0:3. Емілія зіграла в 5-ти з 8-ми кваліфікаційних матчів.

## Статистика виступів у збірній

### По роках
| Збірна  | Рік | Матчі | Голи | Асисти |
| ------- | --- | ----- | ---- | ------ |
| Польща  |     |       |      |        |
| 2012    | 0   | 0     | 0    |        |
| 2013    | 0   | 0     | 0    |        |
| 2014    | 0   | 0     | 0    |        |
| 2015    | 0   | 0     | 0    |        |
| 2016    | 1   | 0     | 0    |        |
| 2017    | 10  | 0     | 0    |        |
| 2018    | 8   | 1     | 1    |        |
| 2019    | 6   | 0     | 0    |        |
| 2020    | 3   | 0     | 0    |        |
| 2021    | 2   | 0     | 0    |        |
| Загалом | 31  | 1     | 1    |        |

### По матчах
| Матчі, голи й асисти у національній збірній | Матчі, голи й асисти у національній збірній | Матчі, голи й асисти у національній збірній | Матчі, голи й асисти у національній збірній | Матчі, голи й асисти у національній збірній | Матчі, голи й асисти у національній збірній | Матчі, голи й асисти у національній збірній | Матчі, голи й асисти у національній збірній | Матчі, голи й асисти у національній збірній | Матчі, голи й асисти у національній збірній |
| №                                           | Дата                                        | Місто                                       | Господар                                    | Гість                                       | Матч                                        | Асисти                                      | Голи                                        | Грала                                       | Змагання                                    |
| ------------------------------------------- | ------------------------------------------- | ------------------------------------------- | ------------------------------------------- | ------------------------------------------- | ------------------------------------------- | ------------------------------------------- | ------------------------------------------- | ------------------------------------------- | ------------------------------------------- |
| 1.                                          | 26.11.2016                                  | Ленчна                                      | Польща                                      | Білорусь                                    |                                             |                                             | 4:0                                         | lj 58'                                      | Товариський матч                            |
| 2.                                          | 01.03.2017                                  | Каргичак                                    | Косово                                      | Польща                                      |                                             |                                             | 0:5                                         | lj 46'                                      | Товариський матч                            |
| 3.                                          | 07.03.2017                                  | Каргичак                                    | Туреччина                                   | Польща                                      |                                             |                                             | 2:2                                         | до 70'                                      | Товариський матч                            |
| 4.                                          | 07.04.2017                                  | Прушкув                                     | Польща                                      | Фінляндія                                   |                                             |                                             | 1:0                                         | до 82'                                      | ЧС 2008                                     |
| 5.                                          | 11.04.2017                                  | Мінськ                                      | Білорусь                                    | Польща                                      |                                             |                                             | 0:4                                         | до 46'                                      | кваліфікація ЧС 2010                        |
| 6.                                          | 08.06.2017                                  | Буча                                        | Україна                                     | Польща                                      |                                             |                                             | 2:3                                         | до 79'                                      | кваліфікація ЧС 2010                        |
| 7.                                          | 12.06.2017                                  | Ломжа                                       | Польща                                      | Литва                                       |                                             |                                             | 5:0                                         | до 66'                                      | Товариський матч                            |
| 8.                                          | 15.09.2017                                  | Ленчна                                      | Польща                                      | Білорусь                                    |                                             |                                             | 4:1                                         | до 81'                                      | кваліфікація ЧС 2019                        |
| 9.                                          | 19.09.2017                                  | Біль                                        | Швейцарія                                   | Польща                                      |                                             |                                             | 2:1                                         | до 56'                                      | кваліфікація ЧС 2019                        |
| 10.                                         | 23.10.2017                                  | Оструда                                     | Польща                                      | Греція                                      |                                             |                                             | 3:0                                         | до 46'                                      | Товариський матч                            |
| 11.                                         | 24.11.2017                                  | Шкодер                                      | Албанія                                     | Польща                                      |                                             |                                             | 1:4                                         | з 73'                                       | кваліфікація ЧС 2019                        |
| 12.                                         | 28.02.2018                                  | Каргичак                                    | Польща                                      | Йорданія                                    |                                             |                                             | 2:0                                         | з 78'                                       | Товариський матч                            |
| 13.                                         | 02.03.2018                                  | Сіде                                        | Польща                                      | Латвія                                      |                                             |                                             | 2:0                                         | 90'                                         | Товариський матч                            |
| 14.                                         | 06.03.2018                                  | Каргичак                                    | Польща                                      | Україна                                     |                                             |                                             | 0:0 пен. 1:3                                | 90'                                         | Товариський матч                            |
| 15.                                         | 06.04.2018                                  | Влоцлавек                                   | Польща                                      | Албанія                                     |                                             |                                             | 1:1                                         | od 65'                                      | кваліфікація ЧС 2019                        |
| 16.                                         | 04.10.2018                                  | Тарту                                       | Естонія                                     | Польща                                      |                                             |                                             | 0:3                                         | 90'                                         | Товариський матч                            |
| 17.                                         | 09.10.2018                                  | Оструда                                     | Польща                                      | Ірландія                                    |                                             | 69'                                         | 4:0                                         | з 66'                                       | Товариський матч                            |
| 18.                                         | 08.11.2018                                  | Леганес                                     | Іспанія                                     | Польща                                      |                                             |                                             | 3:1                                         | od 77'                                      | Товариський матч                            |
| 19.                                         | 13.11.2018                                  | Ключборк                                    | Польща                                      | Боснія і Герцеговина                        | 64'                                         |                                             | 4:0                                         | з 46'                                       | Товариський матч                            |
| 20.                                         | 01.03.2019                                  | Лагуш                                       | Польща                                      | Іспанія                                     |                                             |                                             | 3:0                                         | з 63'                                       | Кубок Алгарве                               |
| 21.                                         | 04.03.2019                                  | Паршал                                      | Польща                                      | Нідерланди                                  |                                             |                                             | 1:0                                         | з 78'                                       | Кубок Алгарве                               |
| 22.                                         | 06.03.2019                                  | Паршал                                      | Польща                                      | Норвегія                                    |                                             |                                             | 0:3                                         | 90'                                         | Кубок Алгарве                               |
| 23.                                         | 05.04.2019                                  | Люблін                                      | Польща                                      | Італія                                      |                                             |                                             | 1:1                                         | з 77'                                       | Товариський матч                            |
| 24.                                         | 09.04.2019                                  | Гельсінкі                                   | Фінляндія                                   | Польща                                      |                                             |                                             | 1:0                                         | з 62'                                       | Товариський матч                            |
| 25.                                         | 14.06.2019                                  | Попрад                                      | Словаччина                                  | Польща                                      |                                             |                                             | 1:0                                         | 90'                                         | Товариський матч                            |
| 26.                                         | 07.03.2020                                  | Варшава                                     | Польща                                      | Молдова                                     |                                             |                                             | 5:0                                         | 90'                                         | кваліфікація ЧЄ 2021                        |
| 27.                                         | 11.03.2020                                  | Баку                                        | Азербайджан                                 | Польща                                      |                                             |                                             | 5:0                                         | 68'                                         | кваліфікація ЧЄ 2021                        |
| 28.                                         | 23.10.2020                                  | Варшава                                     | Польща                                      | Азербайджан                                 |                                             |                                             | 3:0                                         | 90'                                         | кваліфікація ЧЄ 2021                        |
| 29.                                         | 27.10.2020                                  | Кишинів                                     | Молдова                                     | Польща                                      |                                             |                                             | 3:0                                         | 90'                                         | кваліфікація ЧЄ 2021                        |
| 30.                                         | 23.02.2021                                  | Лас-Росас-де-Мадрид                         | Іспанія                                     | Польща                                      |                                             |                                             | 3:0                                         | з 80'                                       | кваліфікація ЧЄ 2021                        |
| 31.                                         | 11.06.2021                                  | Сан-Педро-дель-Пінатар                      | Польща                                      | Фінляндія                                   |                                             |                                             | 2:2                                         | з 84'                                       | Товариський матч                            |

## Досягнення

### Клубні
«Вікторія» (Сянув)
- Кубок Польщі — західнопоморська група
  -  Володар (1): 2007/08

«Погонь» (Щецин)
- Перша ліга Польщі, група «Північ»
  -  Чемпіон (1): 2009/10
- Перша ліга Польщі, група «Захід»
  -  Срібний призер (1): 2008/09
- Кубок Польщі
  -  Фіналіст (3): 2008/09, 2009/10, 2010/11

«Унія» (Ратибор)
- Вихід до 1/16 фіналу Ліги чемпіонів УЄФА: 2013/14

АЗС АВФ (Катовіце)
- Перша ліга Польщі, група «Південь»
  -  Срібний призер (1): 2013/14

«Заглембє» (Люблін)
- Екстраліга
  -  Срібний призер (1): 2014/15

«Гурник» (Ленчна)
- Екстраліга
  -  Чемпіон (2): 2017/18, 2018/19
  -  Срібний призер (1): 2016/17
- Кубок Польщі
  -  Володар (1): 2017/18
  -  Фіналіст (1): 2016/17

«Севілья»
- Кубок Іспанії
  - 1/2 фіналу (1): 2019/20

«Гурник» (Ленчна)
- Екстраліга
  -  Бронзовий призер (1): 2020/21
- Кубок Польщі
  - 1/2 фіналу (1): 2020/21
- Вихід до 1/16 фіналу Ліги чемпіонів УЄФА: 2020/21

### У збірній
- Жіночий кубок Gold City
  -  Володар (1): 2017
- Жіночий кубок Туреччини
  - 4-те місце (1): 2018
- Кубок Алграрве
  -  Фіналіст (1): 2019

### Індивідуальні
- Третє місце в списку найкращих бомбардирів Екстраліги: 2017/18 (16 голів)

### Нагороди
- Найкраща XI-ка сезону 2017/18 за версією Польської асоціації футболістів

## Особисте життя
Емілія закінчила Державний університет прикладних наук у Ратиборі за спеціальністю «Фізичне виховання» та Університету економіки та комп’ютерних наук у Любліні на факультеті «Психологія» за спеціальністю «Психологія в бізнесі». Приватно цікавилася питанням психології в спорті, і ця тема також обговорювалася в її блозі, який заснувала ще на першому курсі навчання, і від якого відмовилася у другій половині 2019 року. Емілія також має тренерську ліцензію УЄФА категорії B, яку отримала під час перебування в Заглембє (Люблін).
У квітні 2020 року разом з Дагмарою Град створила проект Just Mind, метою якого є підтримка молодих гравців.